# Johanna van Joigny
Johanna van Joigny (circa 1300 - 21 november 1336) was van 1324 tot aan haar dood gravin van Joigny. Ze behoorde tot het huis Joigny.

## Levensloop
Johanna was de dochter en erfgename van graaf Jan II van Joigny uit diens eerste huwelijk met Agnes van Brienne, dochter van graaf Hugo van Brienne.
In april 1314 werd ze door haar vader uitgehuwelijkt aan Karel II van Alençon, zoon van graaf Karel van Valois en broer van de latere koning Filips VI van Frankrijk. Na de dood van zijn vader werd Karel in 1325 graaf van Alençon. Het huwelijk bleef kinderloos. 
In 1324 volgde ze haar vader op als graaf van Joigny. In deze functie hield ze zich ook bezig met liefdadigheid; zo stichtte Johanna in 1330 het Hospitaal van Alle Heiligen in Joigny. Johanna overleed kort na het einde van de bouwwerken en werd bijgezet voor het altaar in de kerk van het hospitaal.
Toen Johanna in 1336 overleed, werd ze opgevolgd door haar neef Simon van Sainte-Croix, zoon van Willem van Antigny, heer van Sainte-Croix, en haar oudtante Johanna van Joigny. Nadat Simon de privileges van de inwoners van Joigny had bevestigd, stond hij het graafschap onmiddellijk af aan Johanna's weduwnaar Karel II van Alençon. Deze stond Joigny in 1337 af aan de Franse maarschalk Miles de Noyers, in ruil voor enkele naburige heerlijkheden in het graafschap Champagne.